# Shirley Strong
Shirley Elaine Strong  (ur. 18 listopada 1958 w Northwich) – brytyjska lekkoatletka specjalizująca się w krótkich biegach płotkarskich, dwukrotna uczestniczka letnich igrzysk olimpijskich (Moskwa 1980, Los Angeles 1984), wicemistrzyni olimpijska z 1984 r. w biegu na 100 metrów przez płotki.

## Sukcesy sportowe
- trzykrotna mistrzyni (1979, 1980, 1983) oraz dwukrotna wicemistrzyni (1977, 1978) Wielkiej Brytanii w biegu na 100 m przez płotki[1]

| Rok  | Miasto      | Zawody                      | Konkurencja       | Wynik         |
| ---- | ----------- | --------------------------- | ----------------- | ------------- |
| 1978 | Edmonton    | igrzyska Wspólnoty Narodów  | bieg na 100 m ppł | srebrny medal |
| 1982 | Brisbane    | igrzyska Wspólnoty Narodów  | bieg na 100 m ppł | złoty medal   |
| 1983 | Helsinki    | mistrzostwa świata          | bieg na 100 m ppł | 5. miejsce    |
| 1984 | Los Angeles | letnie igrzyska olimpijskie | bieg na 100 m ppł | srebrny medal |

## Rekordy życiowe
- bieg na 100 m przez płotki – 12.87 – Zurych 24/08/1983